# Realms
Realms è il secondo album in studio della cantante pop americana Cindy Wilson, pubblicato da Kill Rock Stars nel 2023. L'album è un mix di musica dance, elettronica e new wave;. Ha ricevuto recensioni positive dalla critica. .

## Tracce
1. Midnight – 2:49
2. Overboard – 3:01
3. Daydreamer – 2:38
4. Wait – 3:16
5. Hold On – 3:30
6. Within – 3:14
7. Delirious – 3:33
8. Blossom – 3:08
9. Find Me – 3:21
10. Not Goodbye – 3:13